# Regimentul 54/56 Infanterie (1916-1918)
Regimentul 54/56 Infanterie  a fost o unitate de nivel tactic de rezervă constituită la începutul anului 1917, prin contopirea Regimentului 54 Infanterie și Regimentului 56 Infanterie. 
În timpul campaniei din anul 1916 cele două regimente au făcut parte din Brigada 28 Infanterie. Ca urmare a pierderilor suferite, în cadrul procesului de reorganizare a armatei de la începutul anului 1917, s-a decis contopirea celor două unități într-un singur regiment și păstrarea acestuia acestuia în organica Brigăzii 28 Infanterie, alături de Regimentul 55/67 Infanterie.

## Campania anului 1917
În campania din anul 1917, Regimentul 54/56 Infanterie  a participat la acțiunile militare în dispozitivul de luptă al Diviziei 14 Infanterie, luând parte la Bătălia de la Mărășești. În această campanie, regimentul a fost comandat de locotenent-colonelul Gheorghe Dragu.:p. 49